# لیدی آسپریلا
لیدی آسپریلا (انگلیسی: Leidy Asprilla؛ ۱۸ آوریل ۱۹۹۷ – ۱۹ مه ۲۰۱۹)) بازیکن فوتبال اهل کلمبیا بود.
وی همچنین در تیم‌های ملی فوتبال تیم ملی فوتبال زنان کلمبیا بازی کرده است.